# Ткачов Микита Сергійович
Мики́та Сергі́йович Ткачо́в (нар. 15 серпня 1993) — український футболіст, захисник «Інгульця».

## Життєпис
Микита Ткачов народився 15 серпня 1993 року. У ДЮФЛУ до 2010 року виступав за харківський «Металіст».
Перший професіональний контракт підписав із криворізьким «Кривбасом», але за основну команду так і не зіграв жодного матчу. Натомість у першрсті дублерів за криворожан зіграв 15 матчів (1 матч). Сезон 2013/14 Микита провів у довжанському «Шахтарі», у складі якого в Другій лізі зіграв 15 матчів та забив 1 м'яч, у кубку — 1 матч (1 гол). Першу половину сезону 2014/15 провів у складі херсонського «Кристала», у Другій лізі зіграв 15 матчів (1 гол), у кубку — 1 матч (1 гол). Другу половину сезону Микита провів у складі «Полтави», за яку зіграв 18 матчів. Сезон 2015/16 гравець провів у складі рівненського «Вереса», у складі якого зіграв 11 поєдинків. У складі «Вереса» став срібним призером Другої ліги.
Напередодні початку сезону 2016/17 перейшов до петрівського «Інгульця». За головну команду «Інгульця» дебютував 19 серпня 2016 року в матчі 5-го туру Першої ліги проти «Нафтовика»: Микита провів увесь поєдинок зі стартових хвилин, але петрівчани поступилися з рахунком 1:3.

## Досягнення
- Друга ліга чемпіонату України
  - Срібний призер: 2015/16